# 僕の行方
『僕の行方』（ぼくのゆくえ）は、キンモクセイの1作目のシングル。2001年10月24日にBMGファンハウスのRCAアリオラジャパンレーベルから発売。

## 解説
プロモーションビデオに登場する木造住宅は、『8時だョ!全員集合』の「母ちゃんコント」のセットを、当時のスタッフの手により再現している。伊藤の愛犬が出演している。

## トラック
1. 僕の行方 [5:34]
（作詞・作曲:伊藤俊吾、編曲:キンモクセイ）
2. しあわせ [3:10]
（作詞・作曲:伊藤俊吾、編曲:キンモクセイ）
3. 逃げろ [3:22]
（作詞・作曲:伊藤俊吾、編曲:キンモクセイ）
4. 僕の行方（ORIGINAL KARAOKE）

## 収録アルバム
- 音楽は素晴らしいものだ (#1,2、#1はストリングスは素晴らしいものだVersion)
- ベスト・コンディション 〜kinmokusei single collection〜 (#1,3)